# 黃榮山
黃榮山（英語：Long-Sun Huang，1967年1月30日—2017年5月31日）， 花蓮縣豐濱鄉靜浦村阿美族人，美國加州大學洛杉磯分校(UCLA)博士，曾任國立臺灣大學應用力學研究所教授、國立台灣大學醫學院醫療器材與醫學影像研究所教授等數職。2017年5月31日因胃癌辭世。

## 最近任職
- 台大應用力學所教授（與台大醫學院醫療器材與醫學影像研究所合聘）。
- 台灣原住民教授學會理事 [2]。
- 財團法人小米穗原住民文化基金會董事[3]

## 生平
- 榮工少棒隊隊長（守備位置:三壘手）[4]。
- 台北市原住民族部落大學主任[5][6]。
- 臺灣原住民族產業經濟發展協會 第一屆理事長[7]。
- 原住民族委員會資料開放諮詢小組委員[8]。

## 研究領域
微光機電系統、奈米生醫機電系統、微奈米機電系統。

## 榮譽
- 2011年上銀博士論文銀質獎
- 2010年上銀碩士論文銀質獎[9]
- 台大99/102/103/104年度學術研究績效獎勵
- 台大92年度工學院之教學優良教師獎
- 台大90年度科林論文獎
- 1995~1998公費留考獎學金。

## 外部連結
- 台大應力所黃榮山教授網頁
- 黃榮山教授實驗室網頁